# Franz Kehrer

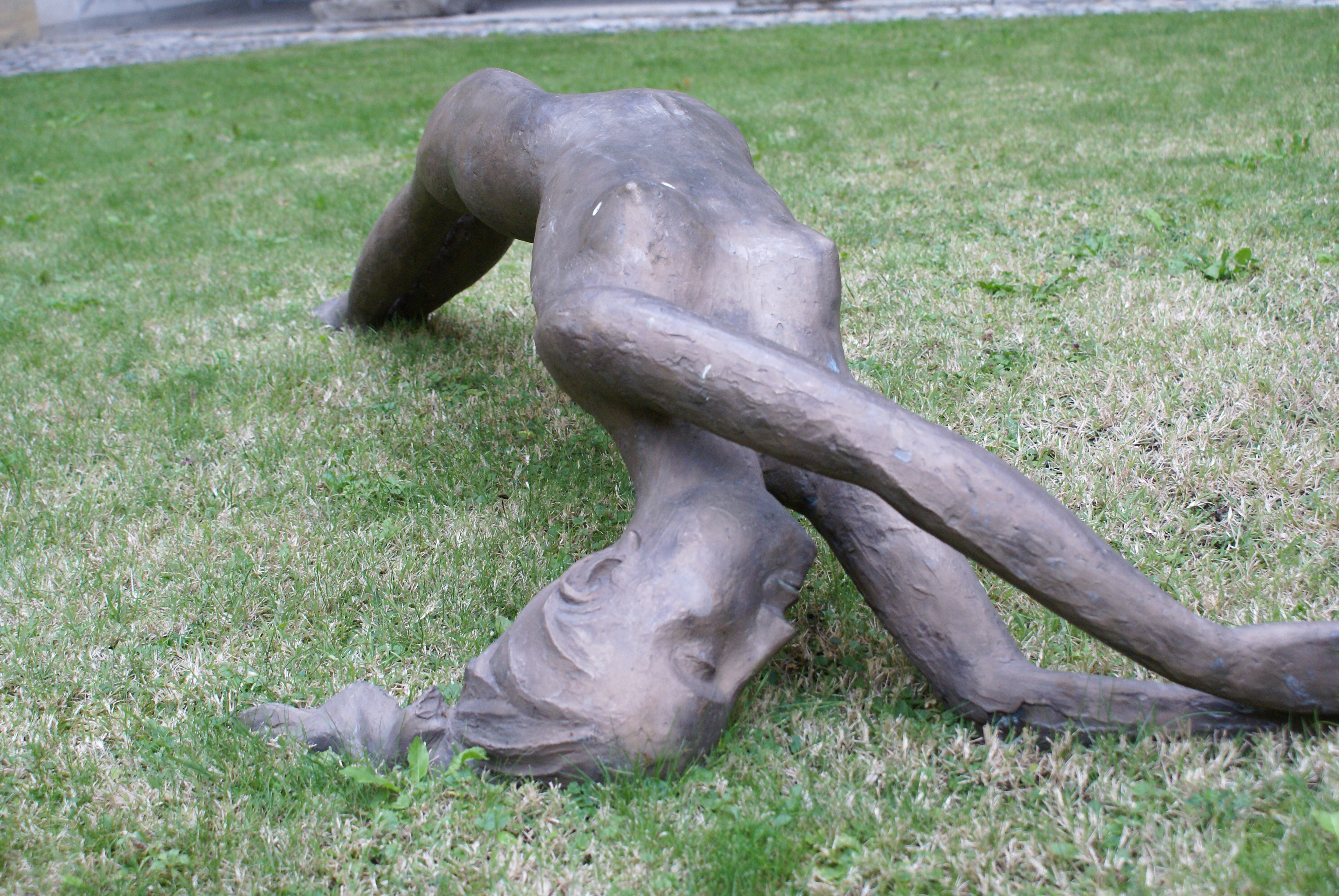
Eine Plastik des Südtiroler Bildhauers Franz Kehrer.

Franz Kehrer (* 1948 in Enneberg, Südtirol) ist ein Südtiroler Bildhauer.

## Leben
Nach dem Abschluss der Mittelschule besuchte Kehrer die Kunstschule in Gröden, Südtirol, die er nach drei Jahren abschloss.
1966 studierte er einige Monate bei Augusto Colombo in Mailand, bevor er nach Wien übersiedelte und von Fritz Wotruba in dessen Meisterschule aufgenommen wurde.
Nach Wotrubas Tod im Jahr 1975 blieb er noch als freischaffender Künstler in Wien, bis er 1979 nach Südtirol zurückkehrte und den elterlichen Hof mit seiner Frau, der Lyrikerin Elfriede Kehrer und seinen drei Kindern übernahm.
Kehrer blieb jedoch weiterhin künstlerisch aktiv. Eine seiner wichtigsten Ausstellungen wurde 2010 in der Hofburg Brixen ausgerichtet.